# Средно село (област Велико Търново)
 За другото българско село вижте Средно село (Област Варна).  
Средно село е село в Северна България. То се намира в община Златарица, област Велико Търново.
Региона е планински, надморската височина е почти 800 м има изглед към В.Търново, Г.Оряховица, Лясковец, Ястребино, Антоново и т.н.

## Население
Преброяване на населението през 2011 г.
Численост и дял на етническите групи според преброяването на населението през 2011 г.:
|                     | Численост | Дял (в %) |
| Общо                | 79        | 100,00    |
| Българи             | 5         | 6,32      |
| Турци               | 53        | 67,08     |
| Цигани              | 9         | 11,39     |
| Други               | 0         | 0,00      |
| Не се самоопределят | 0         | 0,00      |
| Неотговорили        | 12        | 15,18     |